# Condado de Steuben (Nova Iorque)
O Condado de Steuben é um dos 62 condados do Estado americano de Nova Iorque. A sede do condado é Vila de Bath, e sua maior cidade é Corning. O condado possui uma área de 3 637 km²(dos quais 30 km² estão cobertos por água), uma população de 98 726 habitantes, e uma densidade populacional de 27 hab/km² (segundo o censo nacional de 2000). O condado foi fundado em 1796.